# Монастырь Святого Доминика в Лиссабоне
Монастырь Святого Доминика в Лиссабоне (порт. Convento de São Domingos de Lisboa) — монастырь в Лиссабоне. Расположен в районе Санта Жуста, внутри старинных крепостных стен Лиссабона. В настоящее время (2017) является центром прихода Санта Жуста и Санта-Руфина.

## История
Монастырь Святого Доминика был основан в 1242 году португальским королём Саншу II. При Афонсу III монастырь был расстроен и снова достраивался при Мануэле I.
По совету святого коннетабля Нуну Альвареша Перейры король Жуан I провёл в стенах монастыря генеральные кортесы в 1385 году. В 1506 году в монастыре во время мессы прихожанами был забит до смерти новообращённый христианин еврейского происхождения. С этого инцидента в городе начались еврейские погромы, впоследствии названные Лиссабонской резнёй. После этого события монастырь был закрыт на восемь лет.
Монастырь подвергался разрушениям во время землетрясений 1536 и 1755 годов. После землетрясения 1755 года монастырь был перестроен по проекту португальского архитектора Жоана Фредерико Людовиче.Находящаяся на территории монастыря Церковь Святого Доминика, выстояла во время землетрясения, но была перестроена архитектором Карлосом Марделом и Мануэлем Каэтано де Соуза. 13 августа 1959 года сильный пожар полностью уничтожил внутреннее убранство церкви.
21 марта 1994 года Доминиканский орден открыл новый монастырь Святого Доминика в Лиссабоне.